# Il vantone
Il vantone (Lo spaccone) è un testo teatrale di Pier Paolo Pasolini, composto nel 1963. È una traduzione in gergo romanesco del Miles gloriosus, commedia in cinque atti di Plauto. 

## Traduzione dell'opera
La traduzione venne studiata da Pasolini su richiesta di Vittorio Gassman, che aveva volontà di creare un allestimento innovativo - progetto poi naufragato - dell'opera plautina. Il testo, portato in scena per la prima volta nel novembre 1963 con la regia di Franco Enriquez, venne pubblicato nello stesso anno da Garzanti.

## Caratteristiche
Il testo, composto da doppi settenari in rima baciata, si concede frequentemente espressioni volgari e gergali, mantenendo la fedeltà all'originale di Plauto.